# Campeonato Europeo de Rugby League División D 2021
El Campeonato Europeo de Rugby League División D de 2021 fue la primera edición del torneo de cuarta división europeo de rugby league.
El torneo se disputó en la ciudad de Bodrum en Turquía del 14 al 17 de octubre de 2021, el torneo originalmente estaba planificado para disputarse en octubre y noviembre de 2020 pero finalmente fue pospuesto por la pandemia de COVID-19.
El campeón del torneo fue el seleccionado de Países Bajos, quienes obtuvieron un puesto en el Campeonato Europeo de Rugby League División B 2022, que forma parte del proceso clasificatorio para la RLWC 2025.

## Equipos
- Malta
- Países Bajos
- República Checa
- Turquía

## Desarrollo

### Semifinales
| 14 de octubre de 2021 | Malta | 16 - 40 | República Checa |  |  |

| 14 de octubre de 2021 | Países Bajos | 40 - 18 | Turquía |  |  |

### Tercer puesto
| 17 de octubre de 2021 | Malta | 12 - 36 | Turquía |  |  |

### Final
| 17 de octubre de 2021 | Países Bajos | 36 - 10 | República Checa |  |  |

| Bandera de los Países Bajos |
| Campeón Países Bajos        |
| Primer título               |